# Света Параскева (Хриси Амудия)
Вижте пояснителната страница за други значения на Света Параскева.
„Свети Параскева“ (на гръцки: Αγίου Παρασκευής) е късновъзрожденска православна църква край селището Хриси Амудия, в северозападната част на остров Тасос, Гърция.
Църквата е разположена в селището, на пътя идващ от Панагия. Построена е в 1910 година от Валсамас Кондис с помощта на местното население. Зидарията е от камъни дебели 0,5 m. Размерите на храма са 8 m дължина, 6 m ширина и 1,7 m височина. Апсидата е 4,4 метра. Има малки прозорци и нисък вход с размери 0,9 m на 2,4 m.